# Житлова зона
Житлова́ зо́на — дворові території, а також частини населених пунктів, позначені дорожнім знаком 5.34.

5.34. Житлова зона
5.35. Кінець житлової зони

Житлова зона визначається Генеральним планом території населеного пункту. Проте додатково знаки можуть встановлюватись на вулицях де необхідно обмежити наскрізний проїзд транспортних засобів, або в місцях де через особливості геометрії проїжджої частини неможливо розмітити окремі смуги руху в різних напрямках, або немає можливості іншими способами забезпечити безпечний рух вулицею.

## Житлова зона у архітектурі
Житлова зона в містах представлена затишними житловими дворами, утвореними групою житлових будинків – первинним осередком міської структури: двори просторово відособлені від мікрорайонного парку та мають свою озеленену зону відпочинку і всі елементи для мешкання – спортивні, дитячі та юнацькі майданчики для ігор, майданчики для спокійного відпочинку жителів, місця для вибивання килимів і сушки білизни та ін.